# Gadingwatu
Gadingwatu is een bestuurslaag in het regentschap Gresik van de provincie Oost-Java, Indonesië. Gadingwatu telt 4811 inwoners (volkstelling 2010).